# کانگا نووا
کانگا نووا (به لهستانی:  Kania Nowa) یک روستا در لهستان است که در گمینا سروتسک واقع شده‌است. کانگا نووا ۱۰۰ نفر جمعیت دارد.